# Тихомир Костадинов
Тихомир Костадинов (мак. Тихомир Костадинов, нар. 4 березня 1996, Валандово) — македонський футболіст, півзахисник польського клубу «П'яст». 
Відомий за виступами в низці македонських та словацьких клубів, а також у складі національної збірної Північної Македонії.

## Клубна кар'єра
Тихомир Костадинов народився у місті Валандово. У дорослому футболі дебютував 2014 року виступами за команду другого сербського дивізіону «Моравац» з міста Мрштане. Наступного року Костадинов став гравцем македонського клубу найвищого дивізіону «Тетекс», відіграв у складі клубу з Тетова 8 матчів, і за півроку став гравцем словацького клубу «Дукла» з Банської Бистриці. У складі «Дукли» грав протягом одного сезону, зігравши 25 матчів у складі команди.
У 2016 році Тихомир Костадинов став гравцем іншого словацького клубу «ВіОн» з міста Златі Моравці. У складі «ВіОна» македонський півзахисник грав протягом одного сезону, за який відіграв 21 матч за клуб.
У 2017 році Тихомир Костадинов став гравцем іншого словацького клубу «Ружомберок». До 2022 року відіграв за команду з Ружомберка 109 матчів в національному чемпіонаті.
З 2022 року Костадинов грає у складі польського клубу «П'яст».

## Виступи за збірні
2012 року Тихомир Костадинов дебютував у складі юнацької збірної Північної Македонії віком до 17 років, загалом на юнацькому рівні взяв участь у 2 іграх.
Протягом 2015—2019 років Костадинов залучався до складу молодіжної збірної Північної Македонії. На молодіжному рівні зіграв в 11 офіційних матчах.
У 2019 році Тихомир Костадинов дебютував у складі національної збірної Північної Македонії. Станом на середину 2023 року відіграв у складі збірної 19 матчів, забитими м'ячами в яких не відзначився. У травні 2021 року Костадинов включений до складу збірної для участі в чемпіонаті Європи 2020 року.